# Allamaye Halina
Allamaye Halina (in arabo اللاماي هالينا‎?; Gounou Gaya, 1º gennaio 1967) è un politico e diplomatico ciadiano, primo ministro del Ciad dal 23 maggio 2024.

## Primi anni
Allamaye Halina è nato il 1 gennaio 1967 a Gounou Gaya, un piccolo comune della provincia di Mayo-Kebbi Est.
Nel 1992, si è laureato in storia e geografia presso l'Università di N'Djamena, successivamente si è specializzato presso l'Istituto di Relazioni Estere del Camerun conseguendo un master in relazioni internazionali.

## Carriera politica
Halina fu nominato, nel 2010, capo del protocollo del presidente del Ciad da Idriss Déby, carica che mantenne fino al 2023, anno in cui fu nominato nominato ambasciatore del Ciad per la Cina.
Il 23 maggio 2024, in seguito alla vittoria del presidente Mahamat Idriss Déby nelle elezioni presidenziali del 2024, Halina fu nominato primo Ministro del Ciad. Diversi analisti descrivono il gabinetto di Halina come un governo tecnico, che non aspira a competere politicamente con il presidente Mahamat Idriss Déby. Halina è infatti sempre rimasto fedele all'ex presidente Idriss Déby, mentre il figlio di quest'ultimo lo ha definito come un "fratello maggiore".